# Pseudochalcothea pomacea
Pseudochalcothea pomacea är en skalbaggsart som beskrevs av Bates 1889. Pseudochalcothea pomacea ingår i släktet Pseudochalcothea och familjen Cetoniidae. Utöver nominatformen finns också underarten P. p. bawangensis.